# Jerzy Suchanek (siatkarz)
Jerzy Suchanek (ur. 4 grudnia 1938 w Szczyrku, zm. 19 lutego 1993 we Wrocławiu) – polski siatkarz i trener siatkówki. Medalista mistrzostw Polski. Reprezentant Polski.

## Kariera sportowa
Karierę sportową rozpoczął w klubie Zryw Bielsko-Biała, następnie grał we Włókniarzu Bielsko-Biała, a od 1957 był zawodnikiem Stali Mielec, z którą grał w ekstraklasie w sezonach 1959/1960, 1961/1962 i 1962/1963. Następnie został zawodnikiem Gwardii Wrocław i zdobył tą drużyną wicemistrzostwo Polski w 1964 oraz brązowy medal mistrzostw Polski w 1965 i 1966.
W reprezentacji Polski debiutował 31 marca 1959 w towarzyskim spotkaniu z Francją. Wystąpił m.in. na mistrzostwach świata w 1960 (4. miejsce) i 1966 (6. miejsce), mistrzostwach Europy w 1963 (6. miejsce) oraz Pucharze Świata w 1965 (2. miejsce). Ostatni raz wystąpił w biało-czerwonych barwach 11 września 1966 w meczu mistrzostw świata z ZSRR. Łącznie w reprezentacji wystąpił w 125 spotkaniach, w tym 107 oficjalnych.
Po zakończeniu kariery zawodniczej pracował jako trener w Gwardii Wrocław i poprowadził ją do brązowego medalu mistrzostw Polski w 1979. Jako asystent Władysława Pałaszewskiego miał udział w mistrzowskim tytule Gwardii w 1980, 1981 i 1982 oraz wicemistrzostwie w 1983 i 1984.
Został pochowany na Cmentarzu Grabiszyńskim we Wrocławiu.